# Julius Dörfel

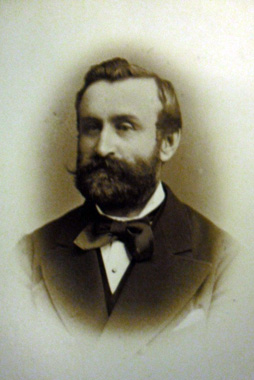
Julius Dörfel

Julius Dörfel (* 16. Februar 1834 in Warnsdorf, Böhmen; † 18. September 1901 in Wien) war ein österreichischer Architekt.

## Leben
Julius Dörfel war der Sohn des Fabrikanten Franz Dörfel. Er besuchte in Warnsdorf von 1844 bis 1848 die Bürgerschule. Dann kam er nach Wien, wo er von 1850 bis 1851 an der Akademie der bildenden Künste Wien „freies Handzeichnen“ lernte. Es folgte zwischen 1852 und 1854 der Besuch des Polytechnischen Instituts in Wien und danach der Bauakademie in Berlin. Eine Studienreise führte Dörfel durch Deutschland, Belgien, Holland, England, Frankreich und Italien.
Dörfel begann seine berufliche Tätigkeit in den 1850er Jahren bei den Österreichischen Staatsbahnen. In den 1860er Jahren machte er sich selbständig. 1863 wurde er Zivilingenieur und Mitglied des Österreichischen Ingenieur- und Architektenvereins, 1868 auch der Niederösterreichischen Ingenieurkammer. Dort war er Präsident und standespolitisch sehr engagiert. Zudem war Dörfel von 1863 bis 1865 und wieder von 1872 bis 1898 Mitglied der Genossenschaft der bildenden Künstler Wiens.
Julius Dörfel wurde auf dem Dornbacher Friedhof bestattet. Er war unverheiratet und hinterließ sein ansehnliches Vermögen karitativen Einrichtungen sowie seiner Nichte, die ihm den Haushalt geführt hatte, und anderen Verwandten.

## Werk
Dörfel war ein typischer Vertreter des historistischen Stils. Er verwendete ausschließlich Formen der Neorenaissance. In der Zeit der Entstehung der Wiener Ringstraße und der damit verbundenen Stadterweiterung errichtete Dörfel dort zahlreiche Miethäuser. Seine Gebäude besitzen meist im Erdgeschoß Geschäftslokale, im Mezzanin Büros und Lager und darüber Wohnungen, und genügen den repräsentativen Ansprüchen seiner Auftraggeber.

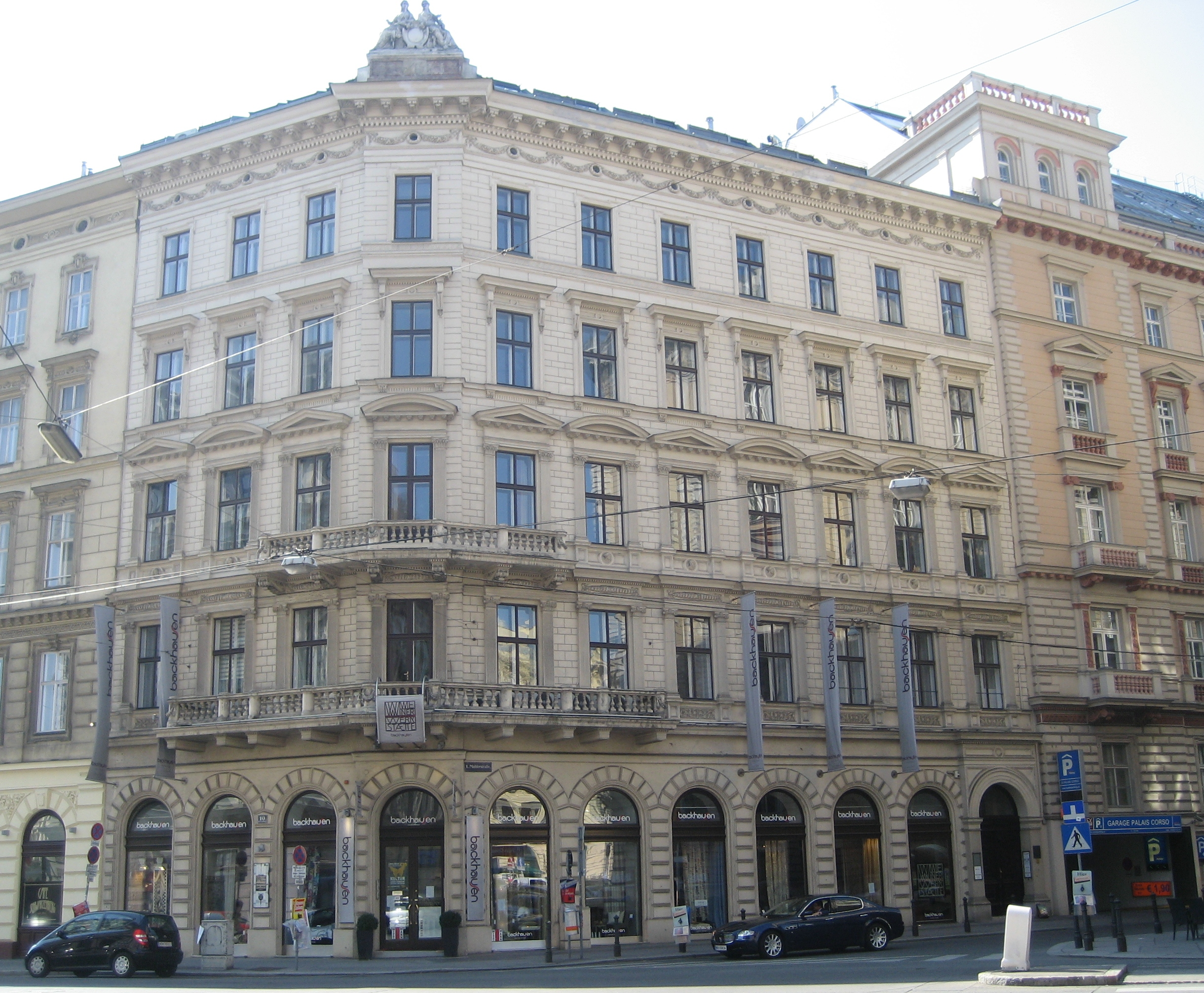
Mahlerstraße 14 (1868–1869)

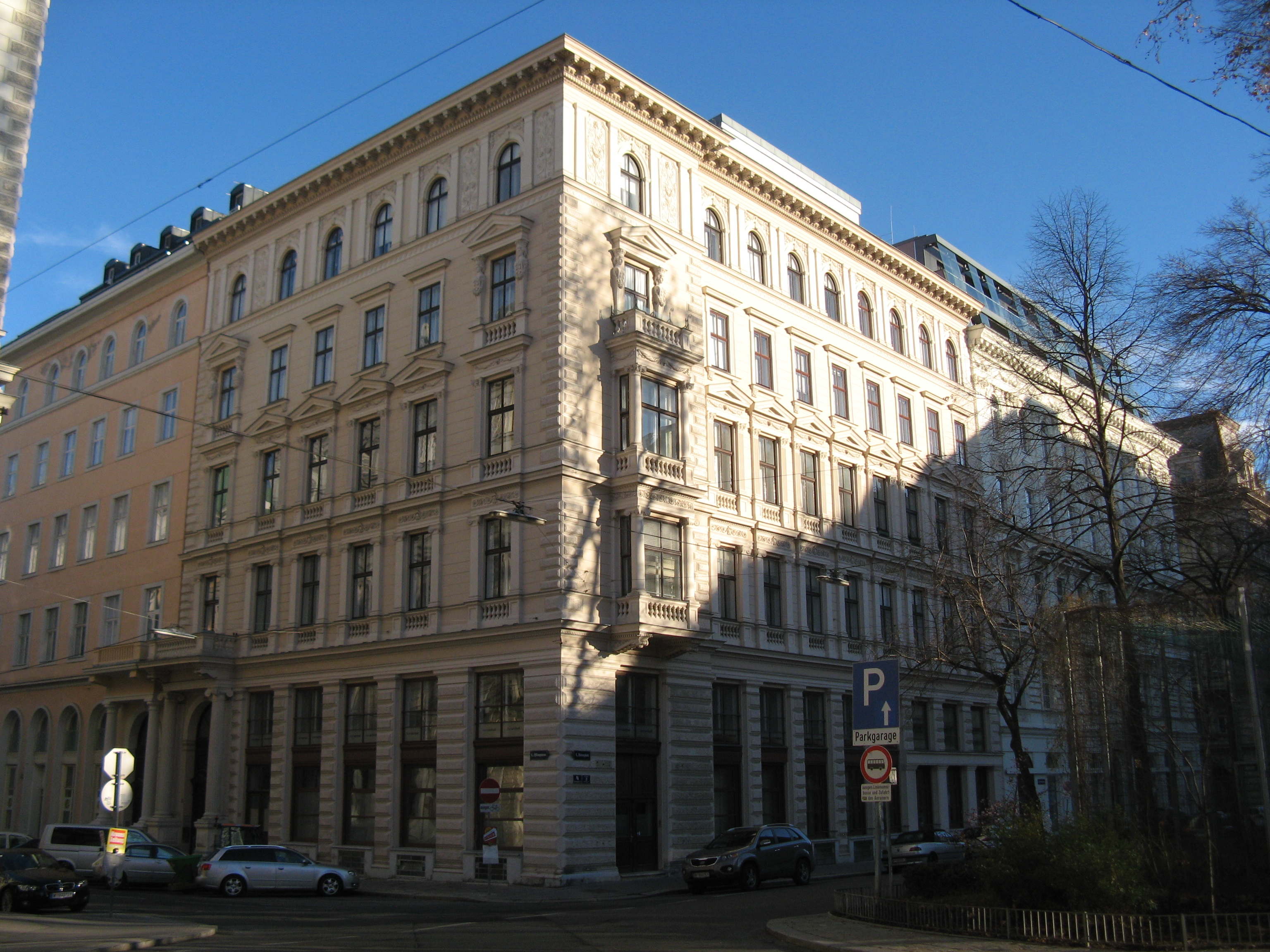
Börseplatz 4 (1871–1873)

- Mitarbeit beim Bau der Eisenbahn-Theissbrücke bei Szegedin (1854)
- Heinrich-Villa, Hochstraße 24, Bad Vöslau (1864)
- Miethaus, Johannesgasse 16, Wien 1 (1867–1869)
- Miethaus, Mahlerstraße 14 / Schwarzenbergstraße 10, Wien 1 (1868–1869)
- Miethaus, Werdertorgasse 9, Wien 1 (1869)
- Miet- und Geschäftshausgruppe, Gonzagagasse 17, 19 / Esslinggasse 11, Wien 1 (1869–1870)
- Miet- und Geschäftshaus, Gonzagagasse 15 / Eßlinggasse 12, Wien 1 (1869–1870)
- Miethaus, Eßlinggasse 7, Wien 1 (1869–1870)
- Miethaus, Neutorgasse 12 / Eßlinggasse 6, Wien 1 (1870)
- Miet- und Geschäftshausgruppe, Eßlinggasse 2, 4 / Börseplatz 4 / Börsegasse 10 / Werdertorgasse 1, 3 / Neutorgasse 9, 11, Wien 1 (1871–1873), auch Bauherr
- Miethaus, Maria Theresien-Straße 30, Wien 1 (1874)
- Miethaus, Schottenring 31–33, Wien 1 (1874)
- Miethaus, Schwindgasse 11, Wien 4 (1874)
- Miethaus der Allgemeinen Wiener Baugesellschaft, Maria Theresien-Straße 28 / Deutschmeisterplatz 3, Wien 1 (1875)
- Miethaus, Schwindgasse 17, Wien 4 (1875)
- Haus Gerstner, Kärntner Straße 12, Wien 1 (1876)
- Miethaus, Argentinierstraße 19, Wien 4 (1877)
- Miethaus, Maria Theresien-Straße 36, Wien 1 (1880)
- Miethaus, Franz-Josefs-Kai 65, Wien 1 (1880)